# Sense and Sensibility (2008)
Sense and Sensibility is een driedelige dramaserie die op 1 januari 2008 in première ging op BBC One. De miniserie is geregisseerd door John Alexander en gebaseerd op de gelijknamige roman uit 1811 van Jane Austen. In Nederland werd de miniserie uitgezonden door de NCVR op 11 februari 2008 op Nederland 2 en in Vlaanderen op 10 mei 2008 op Eén.

## Verhaal
De dramaserie vertelt het verhaal van twee zussen, Elinor en Marianne in hun affectieve ontdekkingen. Na het overlijden van hun vader verandert het bevoorrechte leven dat het gezin had en de kracht om het eigendom te verlaten waar ze altijd hebben gewoond om in een bescheiden huis te wonen, aangezien het oude eigendom volgens de wetten van die tijd wordt geërfd door de halfbroer, de enige mannelijke erfgenaam. Hoewel de huwelijkskansen zijn verkleind door afnemende financiële middelen, leven sommige aantrekkelijke mannen door hun leven.
Elinor voelt zich aangetrokken tot Edward Ferrars maar hij bewaart een geheim, een eerdere toezegging die hem niet toestaat een toezegging te doen. Ondertussen is Marianne het object van aantrekkingskracht voor oorlogsheld kolonel Brandon, maar ze houdt echt van de charmante John Willoughby. Door het hele verhaal heen worden de zusters geconfronteerd met de verschillende nuances van hun persoonlijkheid. Elinor is rationeler en verstandiger, terwijl Marianne emotioneel en gepassioneerd is. Beiden vinden door het evenwicht tussen emotie en rede de weg naar een gelukkig huwelijk. 

## Rolverdeling
- Hattie Morahan als Elinor Dashwood
- Charity Wakefield als	Marianne Dashwood
- Dan Stevens als Edward Ferrars
- David Morrissey als Kolonel Brandon
- Dominic Cooper als John Willoughby
- Janet McTeer als Mrs. Dashwood
- Lucy Boynton als Margaret Dashwood
- Linda Bassett als Mrs Jennings
- Mark Williams als Sir John Middleton
- Claire Skinner als Fanny Dashwood
- Rosanna Lavelle als Lady Middleton

## Prijzen en nominaties
Sense and Sensibility won 2 prijzen en ontving 7 nominaties, waarvan de belangrijkste:
| Jaar | Prijs        | Categorie                                                                                 | Ontvangstnemer(s) | Uitslag     |
| ---- | ------------ | ----------------------------------------------------------------------------------------- | ----------------- | ----------- |
| 2008 | BAFTA Awards | Beste televisiemuziek                                                                     | Martin Phipps     | Genomineerd |
| 2008 | Emmy Awards  | Beste cinematografie voor een miniserie of film, voor "Deel 1"                            | Sean Bobbitt      | Genomineerd |
| 2008 | Emmy Awards  | Beste muziekcompositie voor een miniserie, film of special (originele dramatische muziek) | Martin Phipps     | Genomineerd |